# Rhodanthidium siculum
Rhodanthidium siculum är en biart som först beskrevs av Maximilian Spinola 1838.  Rhodanthidium siculum ingår i släktet Rhodanthidium och familjen buksamlarbin. Inga underarter finns listade i Catalogue of Life.